# Pseudicius
Pseudicius este un gen de păianjeni din familia Salticidae.

## Specii[1]
- Pseudicius abnormis
- Pseudicius admirandus
- Pseudicius adustus
- Pseudicius afghanicus
- Pseudicius africanus
- Pseudicius alter
- Pseudicius amicus
- Pseudicius andamanius
- Pseudicius arabicus
- Pseudicius asoroticus
- Pseudicius badius
- Pseudicius bamakoi
- Pseudicius bipunctatus
- Pseudicius braunsi
- Pseudicius cambridgei
- Pseudicius chinensis
- Pseudicius cinctus
- Pseudicius citri
- Pseudicius courtauldi
- Pseudicius courti
- Pseudicius cultrifer
- Pseudicius daitaricus
- Pseudicius datuntatus
- Pseudicius decemnotatus
- Pseudicius delesserti
- Pseudicius deletus
- Pseudicius elegans
- Pseudicius elmenteitae
- Pseudicius encarpatus
- Pseudicius epiblemoides
- Pseudicius espereyi
- Pseudicius eximius
- Pseudicius fayda
- Pseudicius flavipes
- Pseudicius frigidus
- Pseudicius ghesquierei
- Pseudicius grayorum
- Pseudicius gunbar
- Pseudicius histrionicus
- Pseudicius huntorum
- Pseudicius javanicus
- Pseudicius kaszabi
- Pseudicius koreanus
- Pseudicius kraussi
- Pseudicius kulczynskii
- Pseudicius ludhianaensis
- Pseudicius manillaensis
- Pseudicius maureri
- Pseudicius mikhailovi
- Pseudicius milledgei
- Pseudicius miriae
- Pseudicius mirus
- Pseudicius modestus
- Pseudicius musculus
- Pseudicius mushrif
- Pseudicius nepalicus
- Pseudicius nuclearis
- Pseudicius oblongus
- Pseudicius okinawaensis
- Pseudicius originalis
- Pseudicius palaestinensis
- Pseudicius philippinensis
- Pseudicius picaceus
- Pseudicius pseudicioides
- Pseudicius pseudocourtauldi
- Pseudicius punctatus
- Pseudicius refulgens
- Pseudicius reiskindi
- Pseudicius ridicularis
- Pseudicius risbeci
- Pseudicius rudakii
- Pseudicius seychellensis
- Pseudicius sheherezadae
- Pseudicius shirinae
- Pseudicius similis
- Pseudicius sindbadi
- Pseudicius sitticulosus
- Pseudicius solomonensis
- Pseudicius spasskyi
- Pseudicius spiniger
- Pseudicius stridulator
- Pseudicius szechuanensis
- Pseudicius tamaricis
- Pseudicius tokaraensis
- Pseudicius tripunctatus
- Pseudicius unicus
- Pseudicius wadis
- Pseudicius vankeeri
- Pseudicius wenshanensis
- Pseudicius venustulus
- Pseudicius wesolowskae
- Pseudicius vesporum
- Pseudicius vestjensi
- Pseudicius vulpes
- Pseudicius yeni
- Pseudicius yunnanensis
- Pseudicius zabkai
- Pseudicius zebra